# Patellapis terminalis
Patellapis terminalis är en biart som först beskrevs av Smith 1853.  Patellapis terminalis ingår i släktet Patellapis och familjen vägbin. Inga underarter finns listade i Catalogue of Life.